# Кацман Ісаак Соломонович
Кацман Ісаак Соломонович  (1914—1983) — радянський український кінооператор документального кіно. Лауреат Сталінської премії (1952).

## Біографічні відомості
Народився 21 липня 1914 р. в містечку Сухарі Могильовської обл. в родині робітників.
Учасник Великої Вітчизняної війни.
Працював у кіно з 1929 р. Був оператором «Укркінохроніки».
Зняв стрічки: «День війни» (1942, у співавт.), «Сталінград» (1943, у співавт. з В. Орлянкіним), «Битва за нашу Радянську Україну» (1943, у співавт. з В. Орлянкіним i В. Смородіним), «Перемога на Правобережній Україні» (1944, у співавт. з В. Орлянкіним), «За Карпатами», «Дніпрогес» (1945), «Україна відроджується» (1946), «Донецькі шахтарі» (1948), "Колгосп «Здобуток Жовтня», «На шляху до достатку» (1949), «Харківський тракторний» (1951), «Квітуча Україна» (1951, у співавт. Державна премія СРСР, 1952), «Золоті руки», «Металурги Запоріжсталі» (1952), «Навіки з російським народом» (1954, у співавт. з Я. Марченком i М. Кононовим), «Місто безсмертної слави» (1955, у співавт. з Я. Марченком), «Живи, Україно!» (1957, у співавт. з О. Ковальчуком, М. Пойченком, Ф. Камінським), «В дружній сім'ї» (1957), «В кримському степу» (1958), «У лабораторіях українських вчених» (1959), «Україна, 1960» (1960, у співавт.), «Безсмертя Кобзаря» (1961), «Світ, звернений до сонця» (1963), «Слово про Ванду Василевьску» (1965), «Україна, рік 1967», «Вічно живий», «Дніпровська балада» (1967), «Безсмертна мить», «П'ять героїчних років» (1971), «Ми — радянські» (1972, у співавт. з Я. Лейзеровичем. Почесний Диплом VI Всесоюзного кінофестивалю, Алма-Ата, 1973, Головний приз II Республіканського кінофестивалю «Людина праці на екрані», Жданов, 1973), «Для тебе, людино» (1973, Премія Міжнародного кінофестивалю, Загреб, 1974), «Роменська мадонна» (1973, у співавт. з Я. Лейзеровичем. Головний приз «Золотий голуб» XVI Міжнародного кінофестивалю, Лейпциг, 1973, Диплом Міжнародного кінофестивалю, Тампере, Фінляндія, 1974), «Серце солдата» (1974, у співав., Приз IV Республіканського кінофестивалю дитячих та юнацьких фільмів, Суми, 1974, Спеціальний приз журі «Золота пальмова гілка з голубом» Міжнародного кінофестивалю, Лейпциг, 1976), «70 славних років» (1974), «Кохайте віддано і розумно» (1976), «Хліборобському роду нема переводу» (1979), «Новь Волновахського села», «Юрій Смолич. Розповіді про неспокій» (1980), «Микола Бажан» (1981), «Набат» (1982) та ін.
Був членом Спілки кінематографістів України.
Помер 3 липня 1983 р. в Києві.